# Vörösnyakú lile
A vörösnyakú lile (Oreopholus ruficollis)  a madarak osztályának lilealakúak (Charadriiformes) rendjébe, ezen belül a lilefélék (Charadriidae) családjába tartozó Oreopholus nem  egyetlen faja.

## Rendszerezése
A fajt Johann Georg Wagler német ornitológus írta le 1829-ben, a Charadrius nembe Charadrius ruficollis néven. Sorolták az Eudromias nembe Eudromias ruficollis néven is.

## Alfajai
- Oreopholus ruficollis pallidus Carriker, 1935
- Oreopholus ruficollis ruficollis (Wagler, 1829)[2]

## Előfordulása
Dél-Amerika nyugati és déli részén, Argentína, Bolívia, Brazília, Chile, Ecuador, a Falkland-szigetek, Peru és Uruguay területén honos. 
Természetes élőhelyei a mérsékelt övi, szubtrópusi, és trópusi magaslati füves puszták és cserjések, valamint legelők. Vonuló faj.

## Megjelenése
Testhossza 29 centiméter, testtömege 120-154 gramm.

## Természetvédelmi helyzete
Az elterjedési területe rendkívül nagy, egyedszáma 670-6700 példány közötti és csökken, de még nem éri el a kritikus szintet. A Természetvédelmi Világszövetség Vörös listáján nem fenyegetett fajként szerepel.